# Gran Premio degli Stati Uniti d'America 2012
Il Gran Premio degli Stati Uniti d'America 2012 si è corso domenica 18 novembre 2012 sul circuito delle Americhe che sorge nella Contea di Travis, vicino a Austin, in Texas, diciannovesima prova della stagione 2012 del Campionato mondiale di Formula 1. La gara è stata vinta dal britannico Lewis Hamilton su McLaren-Mercedes, al suo ventunesimo successo nel mondiale. Hamilton ha preceduto sul traguardo il tedesco Sebastian Vettel su Red Bull Racing-Renault e lo spagnolo Fernando Alonso su Ferrari.
La Red Bull ha ottenuto la certezza matematica del suo terzo titolo mondiale costruttori consecutivo.
La Renault ha ottenuto il quattrocentesimo podio, nel mondiale, come motorista.

## Vigilia

### Sviluppi futuri
La Thesan Capital, fondo che ha la proprietà dell'HRT, annuncia la sua volontà di mettere in vendita la scuderia.
La FIA ha l'intenzione di limitare, dal 2013, l'uso del dispositivo DRS anche nelle prove e nelle qualifiche, dopo che, per il momento, solo in gara viene stabilito, di gran premio in gran premio, la zona del circuito ove è possibile la sua utilizzazione. La Federazione conferma il bando per il cosiddetto "Super DRS" e per le prese d'aria dei freni adattabili automaticamente in funzione della temperatura. La FIA avrebbe anche l'intenzione di introdurre un sistema di penalizzazione a punti a seconda delle scorrettezze commesse dei piloti in pista e del loro comportamento all'esterno.

### Analisi per il campionato piloti
Sebastian Vettel comanda il campionato piloti con 10 punti di margine su Fernando Alonso, l'unico altro pilota ancora in lizza per il titolo. Per conquistare il suo terzo titolo con una gara d'anticipo il tedesco deve chiudere il gran premio di Austin con un margine di 25 punti sullo spagnolo. In termini di piazzamenti infatti Vettel ha già conquistato 5 successi nella stagione, contro i 3 di Alonso.
Vettel, per giungere al titolo, deve:
- Vincere con Alonso che non giunge nei primi quattro.
- Arrivare secondo con Alonso che non fa meglio del nono posto.
- Arrivare terzo con Alonso che non marca punti.

### Analisi per il campionato costruttori
La Red Bull Racing comanda la classifica del campionato costruttori con 82 punti di vantaggio sulla Ferrari, l'unica scuderia che può ancora strapparle il titolo.
La casa austriaca si laureerebbe campione qualora conquistasse quattro punti, indipendentemente dal punteggio ottenuto dalla scuderia italiana. Qualora la Red Bull non ottenesse quattro punti, per vincere il titolo le sarebbe sufficiente che la scuderia di Maranello non ottenga una doppietta, oppure non termini prima e terza.

### Aspetti tecnici
La gara è ospitata per la prima volta sul Circuito delle Americhe, tracciato di oltre 5 chilometri e mezzo (5.513 m) sito nella Contea di Travis, vicino alla capitale del Texas, Austin.
Il tracciato, su cui si gira in senso antiorario, è caratterizzato da 20 curve, e da un certo dislivello altimetrico, misurato in 41,3 metri. Molte delle sue curve sono ispirate a tratti di circuiti già esistenti, coma la curva 8 dell'Istanbul Park o il complesso Maggotts-Becketts-Chapel del Circuito di Silverstone. Secondo il suo progettista, Hermann Tilke, è un tracciato molto insidioso che potrebbe favorire anche errori dei piloti.

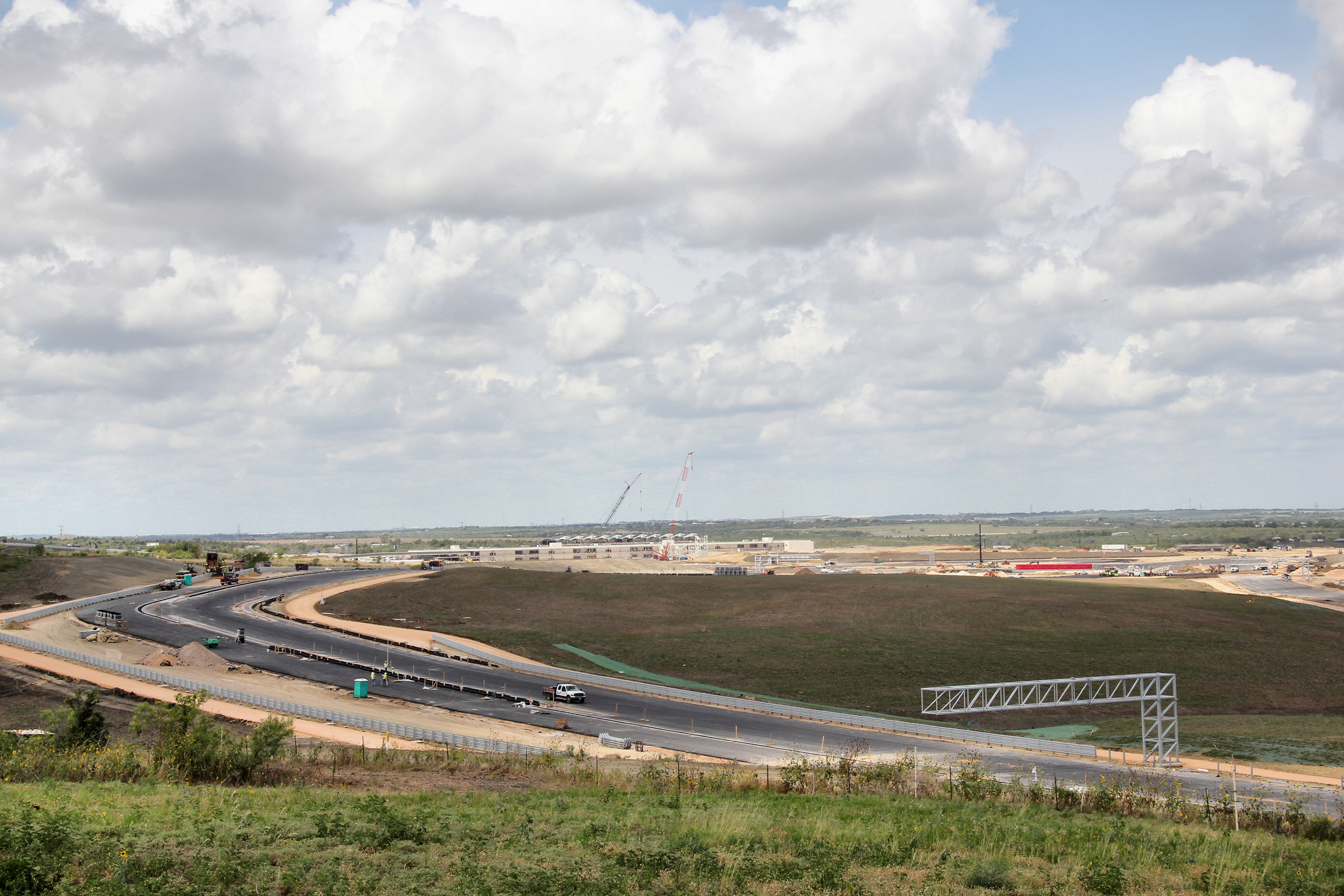
Una vista della zona ove sorge il tracciato, durante i lavori di costruzione dell'autodromo.

Il 25 settembre 2012 il Circuito delle Americhe ha superato l'ultima ispezione effettuata da Charlie Whiting, delegato della FIA. Il tracciato è stato inaugurato il 21 ottobre da Mario Andretti, che ha compiuto dei giri con la Lotus 79, vettura con la quale il pilota italoamericano conquistò il campionato del mondo piloti nel 1978. Altri giri sono stati effettuati dal collaudatore della Lotus, Jérôme d'Ambrosio a bordo di una Renault R30. Andretti ha esaltato il tracciato così come d'Ambrosio che ha segnalato la presenza di molti punti favorevoli ai sorpassi così come la buona visibilità per gli spettatori. Dopo le prove libere molti piloti lodano le qualità del tracciato, come Nico Rosberg e Michael Schumacher. Pur apprezzando la pista Felipe Massa mette in evidenza la poca aderenza dell'asfalto.
La Pirelli annuncia per questo Gran Premio la fornitura di gomme a mescola media e a mescola dura. La casa italiana porta un set supplementare di gomme dure da utilizzare nel corso delle prove libere al fine di favorire il processo di adattamento dei piloti al nuovo circuito.
La zona per l'attivazione del DRS in gara è posta lungo il rettilineo tra la curva 11 e la curva 12 (lungo rettilineo con velocità di punta sui 320 km/h). Il punto per la determinazione del distacco tra i piloti è stabilito prima della curva 11.
Charlie Whiting, delegato tecnico della FIA, ribadisce la regolarità del musetto della Red Bull RB8, verso la cui elevata flessibilità erano state sollevate delle perplessità nel corso del Gran Premio di Abu Dhabi.

### Aspetti sportivi
Il Gran Premio degli Stati Uniti d'America torna nel calendario iridato dopo un'assenza di 5 stagioni. L'ultima edizione si tenne il 17 giugno 2007 sul Circuito di Indianapolis, e vide la vittoria di Lewis Hamilton, davanti a Fernando Alonso e Felipe Massa. la gara vide l'esordio in F1 per Sebastian Vettel, con la BMW Sauber.
Il circuito è l'ottavo a ospitare il Gran Premio degli Stati Uniti e il decimo tracciato statunitense, in totale, a ospitare una gara iridata della Formula 1. La gara però rischiò, nel corso del 2011, la sua cancellazione a causa del mancato accordo tra i promotori del circuito e la FOM, tanto che si prospettò uno slittamento nell'entrata nel calendario iridato al 2013.
La gara però venne inserita nella bozza di calendario mondiale presentata dalla FIA a dicembre 2011, anche se, ancora nella primavera del 2012, i lavori sul tracciato texano venivano considerati in ritardo. Dagli organizzatori è stato annunciato il tutto esaurito per la gara, con un quantitativo di spettatori stimato sui 110.000-120.000, con una buona affluenza di pubblico anche per prove e qualifiche.
Emerson Fittipaldi, ex bicampione del mondo di Formula 1, è scelto come commissario aggiunto per il gran premio da parte della FIA. Aveva già svolto tale funzione in diverse occasioni tra il 2010 e il 2011. Sarà accompagnato da José Abad, vicepresidente della FIA e da Gary Connelly, vicepresidente del FIA Institute.
Per Sebastian Vettel, pilota in testa al campionato mondiale, il Gran Premio è il suo centesimo nel mondiale di F1. Nella prima sessione di prove del venerdì il cinese Ma Qing Hua ha preso il posto di Narain Karthikeyan alla HRT.

## Prove

### Resoconto
L'inizio del weekend texano ha riscosso un successo, grazie al circuito molto speciale, per configurazione delle curve e dei rettilinei. Il primo a lodare le qualità è Sebastian Vettel, il quale comanda la prima sessione di libere del venerdì con un margine di oltre un secondo sulla McLaren di Lewis Hamilton; terzo tempo per la Ferrari di Fernando Alonso con oltre due secondi di ritardo. La pista risulta poco gommata, tanto che vi sono stati anche alcuni testacoda. Kimi Räikkönen rimane fermo al termine della corsia dei box negli ultimi minuti della sessione per un problema tecnico.
Il tedesco si ripete poi nelle seconde libere con il tempo di 1'37"718; seguono poi la seconda Red Bull di Mark Webber e la Ferrari di Alonso. Vettel ha saltato parte della sessione per una perdita d'olio. Inizialmente i piloti hanno utilizzato gomme dure, con Mark Webber che aveva fatto segnare il tempo più rapido. Kamui Kobayashi è stato rallentato da un guasto agli scarichi. Anche le HRT compiono, sempre per problemi tecnici, poche tornate.
Vettel risulta il più rapido anche nelle prove del sabato: ha preceduto Lewis Hamilton e Pastor Maldonado. Molti piloti compiono più giri con lo stesso treno di gomme per ottenere la giusta temperatura degli pneumatici. Jean-Éric Vergne è stato costretto ad abbandonare le prove anzitempo per la rottura di una sospensione. Charles Pic e Sergio Pérez si sono toccati alla curva 7 mentre è stata solo sfiorata la collisione tra Massa e Michael Schumacher. Al termine delle prove libere Romain Grosjean è costretto a sostituire il cambio della sua Lotus: per tale ragione è penalizzato di cinque posizioni sulla griglia di partenza. Il contatto tra Pic e Pérez invece non viene sanzionato dai commissari.

### Risultati
Nella prima sessione del venerdì si è avuta questa situazione:
| Pos | Nº | Pilota           | Costruttore             | Tempo    | Gap    | Giri |
| --- | -- | ---------------- | ----------------------- | -------- | ------ | ---- |
| 1   | 1  | Sebastian Vettel | Red Bull Racing-Renault | 1'38"125 |        | 30   |
| 2   | 4  | Lewis Hamilton   | McLaren-Mercedes        | 1'39"543 | +1"418 | 28   |
| 3   | 5  | Fernando Alonso  | Ferrari                 | 1'40"337 | +2"212 | 29   |

Nella seconda sessione del venerdì si è avuta questa situazione:
| Pos | Nº | Pilota           | Costruttore             | Tempo    | Gap    | Giri |
| --- | -- | ---------------- | ----------------------- | -------- | ------ | ---- |
| 1   | 1  | Sebastian Vettel | Red Bull Racing-Renault | 1'37"718 |        | 17   |
| 2   | 2  | Mark Webber      | Red Bull Racing-Renault | 1'38"475 | +0"757 | 36   |
| 3   | 5  | Fernando Alonso  | Ferrari                 | 1'38"483 | +0"765 | 35   |

Nella sessione del sabato mattina si è avuta questa situazione:
| Pos | Nº | Pilota           | Costruttore             | Tempo    | Gap    | Giri |
| --- | -- | ---------------- | ----------------------- | -------- | ------ | ---- |
| 1   | 1  | Sebastian Vettel | Red Bull Racing-Renault | 1'36"490 |        | 18   |
| 2   | 4  | Lewis Hamilton   | McLaren-Mercedes        | 1'36"748 | +0"258 | 20   |
| 3   | 18 | Pastor Maldonado | Williams-Renault        | 1'37"001 | +0"511 | 21   |

## Qualifiche

### Resoconto
Nella prima fase, per evitare l'eliminazione, molte scuderie decidono di montare subito gomme medie. Nico Rosberg agguanta la qualificazione alla Q2 solo all'ultimo tentativo. Risultano eliminate le due Caterham, le due Marussia e le due HRT, alle quali si aggiunge Daniel Ricciardo. Tutti rientrano nel limite del 107%. Le Marussia riescono a qualificarsi davanti alle Caterham per la prima volta.
In Q2 il tracciato diventa più gommato: Sebastian Vettel risulta ancora il più rapido, facendo segnare un tempo di sette decimi più basso rispetto a quello della Q1. In questa fase vengono eliminate le due Sauber, Nico Rosberg, Bruno Senna, Jean-Éric Vergne, Paul di Resta e Jenson Button. Il pilota della McLaren sconta una perdita di potenza della sua monoposto.
Nella fase decisiva molti piloti decidono, per ottenere la giusta temperatura degli pneumatici, di compiere numerosi giri lanciati. Le due Ferrari optano per un treno di gomme medie usato. Sebastian Vettel conquista la pole anche se Lewis Hamilton chiude vicino al pilota tedesco. Fernando Alonso, in lotta con Vettel per il titolo, è ottavo, vista la penalizzazione di Grosjean. Dopo le prove la Ferrari rompe uno dei sigilli posti sul cambio della vettura di Felipe Massa; per tale ragione il brasiliano perde cinque posizioni sulla griglia; ciò consente a Alonso di guadagnare una posizione al via, e di partire dal lato pulito della pista.

### Risultati
Nella sessione di qualifica si è avuta questa situazione:
| Pos                         | Nº | Pilota             | Costruttore             | Q1       | Q2       | Q3       | Griglia |
| --------------------------- | -- | ------------------ | ----------------------- | -------- | -------- | -------- | ------- |
| 1                           | 1  | Sebastian Vettel   | Red Bull Racing-Renault | 1'36"558 | 1'35"796 | 1'35"657 | 1       |
| 2                           | 4  | Lewis Hamilton     | McLaren-Mercedes        | 1'37"058 | 1'36"795 | 1'35"766 | 2       |
| 3                           | 2  | Mark Webber        | Red Bull Racing-Renault | 1'37"215 | 1'36"298 | 1'36"174 | 3       |
| 4                           | 10 | Romain Grosjean    | Lotus-Renault           | 1'37"486 | 1'36"906 | 1'36"587 | 8       |
| 5                           | 9  | Kimi Räikkönen     | Lotus-Renault           | 1'38"051 | 1'37"404 | 1'36"708 | 4       |
| 6                           | 7  | Michael Schumacher | Mercedes                | 1'37"927 | 1'37"102 | 1'36"794 | 5       |
| 7                           | 6  | Felipe Massa       | Ferrari                 | 1'37"667 | 1'36"549 | 1'36"937 | 11      |
| 8                           | 12 | Nico Hülkenberg    | Force India-Mercedes    | 1'37"756 | 1'37"066 | 1'37"141 | 6       |
| 9                           | 5  | Fernando Alonso    | Ferrari                 | 1'37"968 | 1'37"123 | 1'37"300 | 7       |
| 10                          | 18 | Pastor Maldonado   | Williams-Renault        | 1'37"537 | 1'37"011 | 1'37"842 | 9       |
| 11                          | 19 | Bruno Senna        | Williams-Renault        | 1'37"520 | 1'37"604 | N.D.     | 10      |
| 12                          | 3  | Jenson Button      | McLaren-Mercedes        | 1'37"565 | 1'37"616 | N.D.     | 12      |
| 13                          | 11 | Paul di Resta      | Force India-Mercedes    | 1'38"104 | 1'37"665 | N.D.     | 13      |
| 14                          | 17 | Jean-Éric Vergne   | STR-Ferrari             | 1'38"434 | 1'37"879 | N.D.     | 14      |
| 15                          | 15 | Sergio Pérez       | Sauber-Ferrari          | 1'38"500 | 1'38"206 | N.D.     | 15      |
| 16                          | 14 | Kamui Kobayashi    | Sauber-Ferrari          | 1'38"418 | 1'38"437 | N.D.     | 16      |
| 17                          | 8  | Nico Rosberg       | Mercedes                | 1'38"862 | 1'38"501 | N.D.     | 17      |
| 18                          | 16 | Daniel Ricciardo   | STR-Ferrari             | 1'39"114 | N.D.     | N.D.     | 18      |
| 19                          | 24 | Timo Glock         | Marussia-Cosworth       | 1'40"056 | N.D.     | N.D.     | 19      |
| 20                          | 25 | Charles Pic        | Marussia-Cosworth       | 1'40"664 | N.D.     | N.D.     | 20      |
| 21                          | 21 | Vitalij Petrov     | Caterham-Renault        | 1'40"809 | N.D.     | N.D.     | 21      |
| 22                          | 20 | Heikki Kovalainen  | Caterham-Renault        | 1'41"166 | N.D.     | N.D.     | 22      |
| 23                          | 22 | Pedro de la Rosa   | HRT-Cosworth            | 1'42"011 | N.D.     | N.D.     | 23      |
| 24                          | 23 | Narain Karthikeyan | HRT-Cosworth            | 1'42"740 | N.D.     | N.D.     | 24      |
| Tempo limite 107%: 1'43"317 |    |                    |                         |          |          |          |         |

Con i tempi in grassetto sono visualizzate le migliori prestazioni in Q1, Q2 e Q3.

## Gara

### Resoconto
Tutti i piloti scelgono di partire con gomme medie, tranne Jenson Button e Nico Rosberg, che optano quindi per le hard. Al via Sebastian Vettel mantiene il comando, seguito dal suo compagno di scuderia Mark Webber. Più dietro ha un buono spunto Fernando Alonso, che è quarto, dietro a Lewis Hamilton. Seguono i tedeschi Michael Schumacher, Nico Hülkenberg e le due Lotus. Hulkenberg passa Schumacher alla staccata inaugurale del secondo giro. Subito dopo anche Räikkönen prova a passare la Mercedes, ne approfitta Grosjean per superare entrambi sul lungo rettineo. Il sette volte iridato non ha comunque ritmo e cede rapidamente diverse posizioni.
Al quarto giro Hamilton passa Webber, dopo un tentativo fallito il giro prima. Al sesto giro Romain Grosjean va in testacoda, rovina le gomme, ed è costretto a un pit stop anticipato poco dopo. Al giro 13 Kimi Räikkönen passa Hülkenberg, ed è quinto. Il tedesco è passato poco dopo anche da Felipe Massa.
Al 17º giro Mark Webber si ritira per un guasto all'alternatore, al KERS quindi; Alonso scala terzo. Tra il ventesimo e ventunesimo giro vanno al pit stop i primi tre della graduatoria. Solo alla Ferrari vi è una piccola indecisione che fa perdere ad Alonso qualche secondo. Vettel ora conduce su Räikkönen, che non ha ancora cambiato gli pneumatici, poi Lewis Hamilton, Felipe Massa (anche lui con gomme usurate), Fernando Alonso e Jenson Button. Al giro 24 Hamilton passa Räikkönen, che va al cambio gomme un giro dopo. Un giro prima anche Button, che non ha ancora cambiato gli pneumatici, passa Alonso, essendo necessari diversi giri per mandare in temperatura le gomme. Massa cambia le sue gomme al 27º giro, e rientra davanti a Daniel Ricciardo e Kimi Räikkönen, ma entrambi lo passano al giro seguente. Ricciardo si ferma al trentesimo giro.
Button, terzo, fa il terzo stop al 35º giro, mentre il suo compagno di team Lewis Hamilton si avvicina a Sebastian Vettel. La classifica, dietro ai primi due, vede nuovamente Alonso terzo, seguito da Räikkönen, Massa, Grosjean e Button. Al 39º giro Jenson Button passa Romain Grosjean, mentre un giro dopo Massa conquista la quarta posizione con un sorpasso su Räikkönen. Anche Button riuscirà a passare il finlandese al giro 46.
La testa della classifica cambia al 42º giro quando Lewis Hamilton, dopo essersi avvicinato a Vettel in fase di doppiaggio, sfrutta il DRS e prende il comando al termine del lungo rettilineo. Vettel, però, non perde contatto dal britannico. La classifica resta però immutata: Lewis Hamilton vince davanti a Sebastian Vettel e Fernando Alonso. Vettel porta a tredici i punti di vantaggio su Alonso nella classifica piloti. Con questo risultato la Red Bull Racing si aggiudica matematicamente, per la terza volta, il Campionato mondiale costruttori di Formula 1.

### Risultati
I risultati del gran premio sono i seguenti:
| Pos | Nº | Pilota             | Costruttore             | Giri | Tempo/Ritiro | Griglia | Punti |
| --- | -- | ------------------ | ----------------------- | ---- | ------------ | ------- | ----- |
| 1   | 4  | Lewis Hamilton     | McLaren-Mercedes        | 56   | 1h35'55"269  | 2       | 25    |
| 2   | 1  | Sebastian Vettel   | Red Bull Racing-Renault | 56   | +0"675       | 1       | 18    |
| 3   | 5  | Fernando Alonso    | Ferrari                 | 56   | +39"229      | 7       | 15    |
| 4   | 6  | Felipe Massa       | Ferrari                 | 56   | +46"013      | 11      | 12    |
| 5   | 3  | Jenson Button      | McLaren-Mercedes        | 56   | +56"432      | 12      | 10    |
| 6   | 9  | Kimi Räikkönen     | Lotus-Renault           | 56   | +1'04"425    | 4       | 8     |
| 7   | 10 | Romain Grosjean    | Lotus-Renault           | 56   | +1'10"313    | 8       | 6     |
| 8   | 12 | Nico Hülkenberg    | Force India-Mercedes    | 56   | +1'13"792    | 6       | 4     |
| 9   | 18 | Pastor Maldonado   | Williams-Renault        | 56   | +1'14"525    | 9       | 2     |
| 10  | 19 | Bruno Senna        | Williams-Renault        | 56   | +1'15"133    | 10      | 1     |
| 11  | 15 | Sergio Pérez       | Sauber-Ferrari          | 56   | +1'24"341    | 15      |       |
| 12  | 16 | Daniel Ricciardo   | STR-Ferrari             | 56   | +1'24"871    | 18      |       |
| 13  | 8  | Nico Rosberg       | Mercedes                | 56   | +1'25"510    | 17      |       |
| 14  | 14 | Kamui Kobayashi    | Sauber-Ferrari          | 55   | +1 giro      | 16      |       |
| 15  | 11 | Paul di Resta      | Force India-Mercedes    | 55   | +1 giro      | 13      |       |
| 16  | 7  | Michael Schumacher | Mercedes                | 55   | +1 giro      | 5       |       |
| 17  | 21 | Vitalij Petrov     | Caterham-Renault        | 55   | +1 giro      | 21      |       |
| 18  | 20 | Heikki Kovalainen  | Caterham-Renault        | 55   | +1 giro      | 22      |       |
| 19  | 24 | Timo Glock         | Marussia-Cosworth       | 55   | +1 giro      | 19      |       |
| 20  | 25 | Charles Pic        | Marussia-Cosworth       | 54   | +2 giri      | 20      |       |
| 21  | 22 | Pedro de la Rosa   | HRT-Cosworth            | 54   | +2 giri      | 23      |       |
| 22  | 23 | Narain Karthikeyan | HRT-Cosworth            | 54   | +2 giri      | 24      |       |
| Rit | 2  | Mark Webber        | Red Bull Racing-Renault | 16   | Alternatore  | 3       |       |
| Rit | 17 | Jean-Éric Vergne   | STR-Ferrari             | 14   | Sospensione  | 14      |       |

## Classifiche Mondiali

### Piloti
| Pos | Pilota             | Punti |
| --- | ------------------ | ----- |
| 1   | Sebastian Vettel   | 273   |
| 2   | Fernando Alonso    | 260   |
| 3   | Kimi Räikkönen     | 206   |
| 4   | Lewis Hamilton     | 190   |
| 5   | Mark Webber        | 167   |
| 6   | Jenson Button      | 163   |
| 7   | Felipe Massa       | 107   |
| 8   | Romain Grosjean    | 96    |
| 9   | Nico Rosberg       | 93    |
| 10  | Sergio Pérez       | 66    |
| 11  | Kamui Kobayashi    | 58    |
| 12  | Nico Hülkenberg    | 53    |
| 13  | Paul di Resta      | 46    |
| 14  | Pastor Maldonado   | 45    |
| 15  | Michael Schumacher | 43    |
| 16  | Bruno Senna        | 31    |
| 17  | Jean-Éric Vergne   | 12    |
| 18  | Daniel Ricciardo   | 10    |

### Costruttori
| Pos | Team                    | Punti |
| --- | ----------------------- | ----- |
| 1   | Red Bull Racing-Renault | 440   |
| 2   | Ferrari                 | 367   |
| 3   | McLaren-Mercedes        | 353   |
| 4   | Lotus-Renault           | 302   |
| 5   | Mercedes                | 136   |
| 6   | Sauber-Ferrari          | 124   |
| 7   | Force India-Mercedes    | 99    |
| 8   | Williams-Renault        | 76    |
| 9   | STR-Ferrari             | 22    |